# Lymania
Lymania ist eine Pflanzengattung aus der Unterfamilie Bromelioideae innerhalb der Familie der Bromeliengewächse (Bromeliaceae). Die neun Lymania-Arten kommen nur im nordöstlichen Brasilien vor.

## Beschreibung

### Erscheinungsbild und Laubblätter
Die Lymania-Arten sind epiphytisch und terrestrisch lebende, immergrüne, ausdauernde krautige Pflanzen. Sie bilden durch lange dünne oder kurze dicke Ausläufer Bestände. Wenige derbe Laubblätter sitzen an einer gestauchten Sprossachse und bilden schlanke bis schlauchförmige Trichter, in denen oft Wasser gesammelt wird. Die Laubblätter sind etwa auf der Hälfte ihrer Länge nach innen gebogen, sodass die Zisterne ampullenartig oder flaschenartig fast geschlossen wirkt. Die einfachen, parallelnervigen, zungenförmigen Laubblätter besitzen stachelig gezähnte Blattränder. Die Blattfarben reichen von blaugrün über dunkelgrün bis weinrot. Es sind Schuppenhaare vorhanden.

### Blütenstände und Blüten

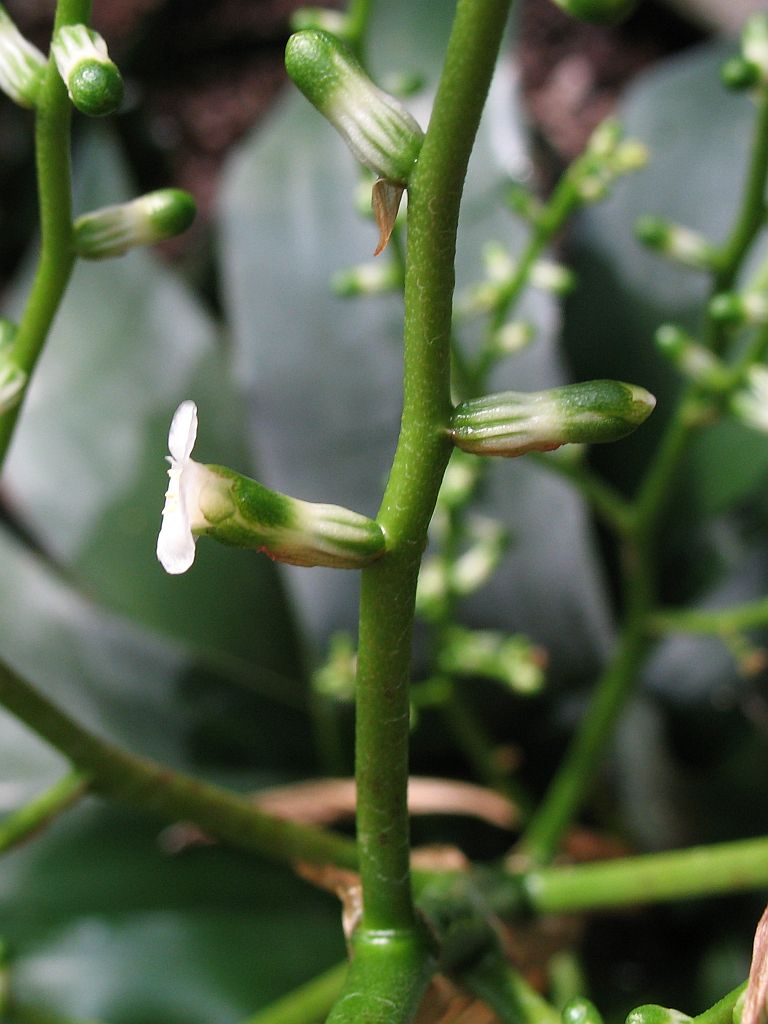
Ausschnitt aus einem Blütenstand von Lymania alvimii mit ungestielten Blüte und fast schuppenförmigen, dreieckigen Deckblättern.

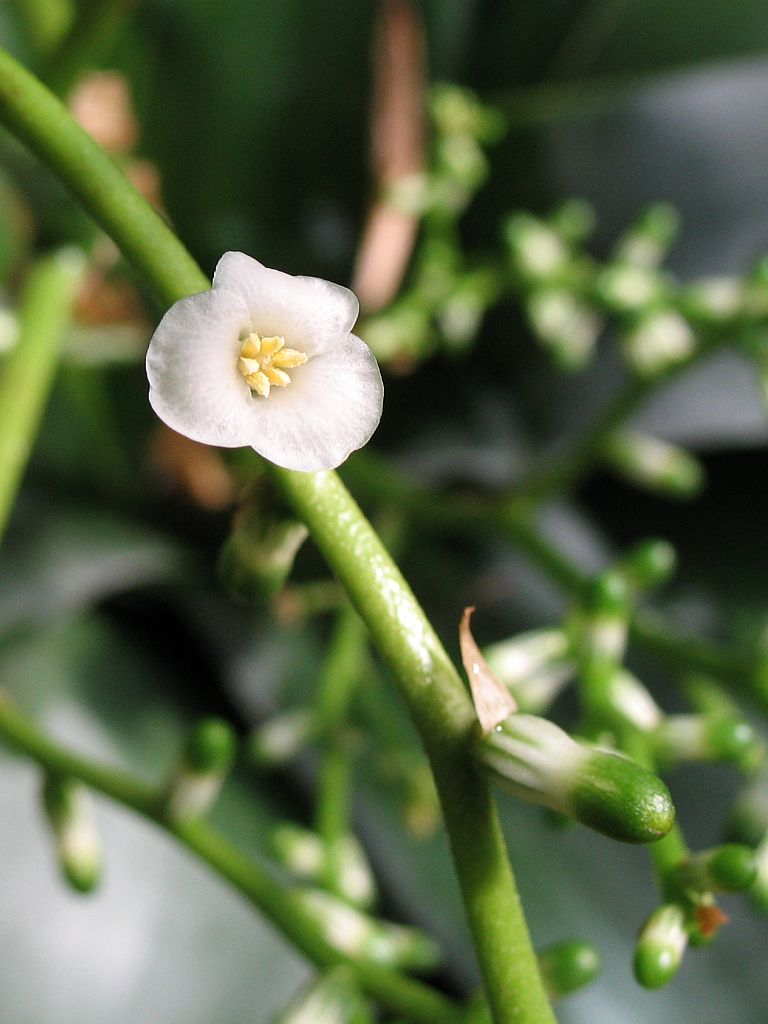
Ausschnitt aus einem Blütenstand von Lymania alvimii mit geschlossener und offener dreizähligen Blüte mit weißen Kronblättern und gelben Staubbeuteln.

Der Blütenstandsschaft ist mehr oder weniger lang, sodass je nach Art der Blütenstand den schlanken Blatttrichter nicht oder deutlich überragt. Die Hochblätter sind meist unscheinbar. In einfachen oder verzweigten ährigen Blütenständen sind die Blüten dicht bis sehr locker spiralig (polystich) angeordnet. Die Blüten stehen jeweils über kleinen, dreieckigen Deckblättern.
Die relativ kleinen, pentazyklischen (fünf Blütenblattkreise), zwittrigen, radiärsymmetrischen Blüten sind dreizählig. Die drei grünen oder roten Kelchblätter sind asymmetrisch, 2,5 bis 10 mm lang und bis zur Hälfte ihre Länge untereinander verwachsen. Die drei freien, meist rein-weißen bis hell-blauen Kronblätter besitzen an ihrer Basis keine Schüppchen (Ligulae). Es sind zwei Kreise mit je drei Staubblättern, deren Staubfäden untereinander frei oder verwachsen, aber immer mit den Kronblättern verwachsen sind. Der glatte Pollen ist porat. Drei Fruchtblätter sind zu einem unterständigen Fruchtknoten verwachsen, der als wichtiges Merkmal der Gattung tief gefurcht oder geflügelt ist.
Die Blütenformel lautet:
{\displaystyle \star \;K_{(3)}\;{[C_{3}\;A_{3+3}]}\;G_{\overline {(3)}}}

### Früchte
Die typischerweise tief gefurchten, fast kugeligen Beeren enthalten zahlreiche Samen. Bei Lymania alvimii stehen die bei Reife dunkel-blauen Beeren an einer korallenroten Blütenstandsachse.

## Systematik und Verbreitung
Die Gattung Lymania wurde erst 1984 durch Robert William Read in The “Evolution” of a new genus. Lymania gen. nov. In: Journal of the Bromeliad Society, Volume 34, S. 199–201 und 212–216 mit der Typusart Lymania alvimii (L.B.Sm. & R.W.Read) R.W.Read aufgestellt. Der botanische Gattungsname Lymania ehrt Lyman Bradford Smith, der die Systematik der Familie der Bromeliaceae im 20. Jahrhundert wesentlich geprägt hat; im Erstveröffentlichungsjahr war sein 80. Geburtstag.
Robert William Read stellte die Gattung Lymania auf, um dort alle Arten mit tief gefurchten oder geflügelten Fruchtknoten (aber auch bei Aechmea carvalhoi so) aus den Taxa Aechmea subg. Lamprococcus, Araeococcus und Ronnbergia zusammenzuführen. Neue Arten wurden von Leme 1987, 2006, Leme & Forzza 2001 sowie Leme & De Souza erstbeschrieben. Eine erste Revision erfolgte durch De Sousa 2004.
Lymania ist die erste Gattung der Bromelioideae, bei der eine vollständige Analyse der morpholischen Merkmale und der Chloroplasten-DNA-Regionen: matK, psbA-trnH und trnL-trnF durchgeführt wurde. Lymania ist am nächsten mit den Aechmea-Untergattungen Aechmea subg. Lamprococcus and Aechmea subg. Ortigiesia verwandt. Lymania ist im hier dargestellten Umfang und nach dem Kenntnisstand des 21. Jahrhunderts monophyletisch, während Aechmea in ihrem meist dargestellten Umfang dies sicher nicht ist.
Das Verbreitungsgebiet der Gattung Lymania ist auf das nordöstliche Brasilien beschränkt. Acht der neun Lymania-Arten kommen nur im brasilianischen Bundesstaat Bahia vor; eine Art kommt auch in Pernambuco sowie Alagoas vor.
Es gibt seit 2021 etwa zehn Lymania-Arten:

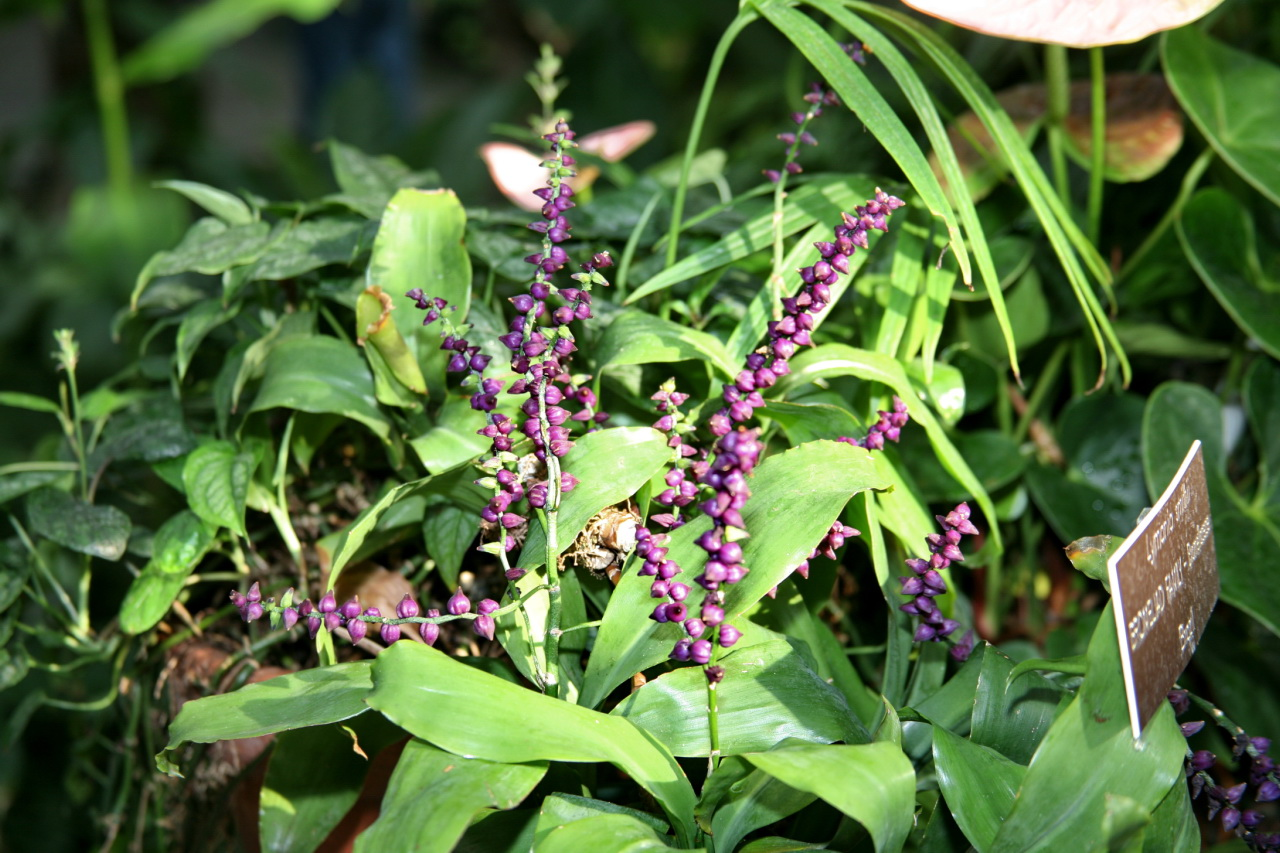
Habitus, Laubblätter und Blütenstände von Lymania smithii

- Lymania alvimii (L.B.Sm. & R.W.Read) R.W.Read: Sie kommt nur im brasilianischen Bundesstaat Bahia vor.[4]
- Lymania azurea Leme: Sie gedeiht epiphytisch im Regenwald in Höhenlagen von etwa 50 Metern nur im brasilianischen Bundesstaat Bahia.[4]
- Lymania brachycaulis (E.Morren ex Baker) L.O.F. de Sousa: Sie gedeiht epiphytisch im Schatten nur im brasilianischen Bundesstaat Bahia.[4]
- Lymania corallina (Brongniart ex Beer) R.W.Read: Sie gedeiht epiphytisch in Wäldern in den brasilianischen Bundesstaaten Alagoas bis südlichen Bahia.[4]
- Lymania globosa Leme: Sie gedeiht epiphytisch im Regenwald nur im brasilianischen Bundesstaat Bahia.[4]
- Lymania involucrata Leme & E.H.Souza: Sie wurde 2021 erstbeschrieben. Bisher wurde sie nur epiphytisch etwa 1 Meter über dem Grund an einem schlanken Stamm wachsend gefunden. Sie gedeiht an einem schattigen feuchten Standort in einem Fragment des typischen Mata Atlântica in einer Höhenlage von etwa 35 Metern im brasilianischen Bundesstaat Bahia.[4]
- Lymania languida Leme: Sie gedeiht epiphytisch in Höhenlagen von etwa 130 Metern nur im brasilianischen Bundesstaat Bahia.[4]
- Lymania marantoides (L.B.Sm.) R.W.Read: Sie gedeiht in Höhenlagen von 100 bis 500 Metern nur im brasilianischen Bundesstaat Bahia.[4]
- Lymania smithii R.W.Read: Sie gedeiht in Höhenlagen von 0 bis 700 Metern in den brasilianischen Bundesstaaten Pernambuco, Alagoas sowie Bahia.[4]
- Lymania spiculata Leme & Forzza: Sie wurde 2001 aus dem brasilianischen Bundesstaat Bahia erstbeschrieben und gedeiht epiphytisch.[4]